# Sepia hedleyi
Sepia hedleyi е вид главоного от семейство Sepiidae. Видът не е застрашен от изчезване.

## Разпространение и местообитание
Разпространен е в Австралия (Виктория, Западна Австралия, Куинсланд, Нов Южен Уелс и Тасмания).
Среща се на дълбочина от 32 до 549 m, при температура на водата от 9,2 до 18,2 °C и соленост 34,7 – 35,9 ‰.